# Aílton (ur. 1984)
Aílton, właśc. Aílton José Almeida (ur. 20 sierpnia 1984 w Santa Maria de Itabira) – brazylijski piłkarz, grający na pozycji napastnika. Mierzy 180 cm wzrostu.

## Kariera
Karierę sportową Aílton rozpoczął w 2000 roku jako piłkarz Atlético Mineiro, jednak w tym klubie nie rozegrał ani jednego spotkania. 4 lata później piłkarz przeniósł się do szwedzkiego Örgryte IS, gdzie w 63 spotkaniach strzelił 26 goli.
Następnym klubem w jego karierze była FC København, gdzie trafił za 3 mln euro. Stał się tym samym najdroższym piłkarzem w historii ligi duńskiej. Z tym klubem trzykrotnie wygrał Superligaen i zdobył raz Puchar Danii w piłce nożnej w sezonie 2008/09. W ciągu trzech lat gry w tym klubie Aílton zdobył 21 bramek w 93 spotkaniach.
W 2010 Aílton przeszedł do APOEL-u. W pierwszym sezonie gry z klubem z Nikozji zdobył mistrzostwo kraju, a także został uznany przez cypryjską federację piłkarską za piłkarza roku. Sezon 2011/12 rozpoczął od zdobycia superpucharu kraju. W kwalifikacjach do Ligi Mistrzów UEFA Aílton strzelił 4 gole, w tym dwa w rewanżowym spotkaniu z Wisłą Kraków, natomiast w fazie grupowej strzelił bramkę dającą zwycięstwo nad Zenitem Petersburg 2:1. Zawodnikiem APOEL-u był do 2012 roku.
Następnie występował w zespołach Terek Grozny, Al-Hilal oraz Al-Jazira, a w 2017 przeszedł do Al-Dhafry.